# Nosoderma
Nosoderma is een geslacht van kevers uit de familie somberkevers (Zopheridae).

## Soorten
Deze lijst is mogelijk niet compleet.
| - N. dormeanus - N. inaequalis - N. diabolicum |